# سلوواتس
سلوواتس صربی: Slovac}} یک منطقهٔ مسکونی در صربستان است که در Lajkovac واقع شده‌است.
 سلوواتس  ۲۷۰ نفر جمعیت دارد و ۱۵۱ متر بالاتر از سطح دریا واقع شده‌است.